# Hieronim Romanowski
Hieronim Romanowski (ur. 17 stycznia 1910 w Korsówce, zm. 29 maja 1978 w Gorzowie Wielkopolskim) – porucznik piechoty Wojska Polskiego II RP, kapitan Armii Krajowej, kawaler Krzyża Srebrnego Orderu Wojennego Virtuti Militari.

## Życiorys
Syn Konstantego (kolejarza) i Adeli z domu Bejnarowicz. Ukończył cztery klasy wileńskiego gimnazjum im. Juliusza Słowackiego, po czym wstąpił do Korpusu Kadetów Nr 1 we Lwowie. W latach 1930–1933 kształcił się w Szkole Podchorążych Piechoty w Ostrowi Mazowieckiej.
Zarządzeniem Prezydenta Rzeczypospolitej Ignacego Mościckiego mianowany został na stopień podporucznika w korpusie oficerów piechoty, ze starszeństwem z dnia 15 sierpnia 1933 i 257. lokatą oraz przydzielony do 86 pułku piechoty z Mołodeczna. Na dzień 5 czerwca 1935 była to już 254. lokata w swoim starszeństwie, a zarazem 373. lokata łączna pośród wszystkich podporuczników piechoty. Do rangi porucznika piechoty awansował ze starszeństwem z dnia 1 stycznia 1936 i 246. lokatą. Na dzień 23 marca 1939 zajmował stanowisko dowódcy oddziału zwiadu w 86 pułku piechoty. 
Uczestnik kampanii wrześniowej - na stanowisku dowódcy 3 kompanii ckm w 206 pułku piechoty rez. walczył w obronie Lwowa. Dwukrotnie ranny, uniknął niewoli i przedostał się do Wilna, gdzie podjął pracę jako robotnik. Od 1940 w konspiracji - początkowo w Związku Walki Zbrojnej, a następnie w Armii Krajowej. Służbę pełnił jako oficer sztabu garnizonu Wilno (do 1942) i oficer sztabu Inspektoratu F Okręgu Wilno AK (od połowy 1942). Od marca 1944 dowódca 12 Oszmiańskiej Brygady Armii Krajowej, toczył walki na podległym mu obszarze. Aresztowany przez NKWD, internowany w Riazaniu i więziony, do Polski powrócił w 1947. Pracował w Pile i w Spółdzielni Spożywców w Gorzowie Wielkopolskim. Żonaty z Janiną Mosiewicz. W 1965 odznaczony Krzyżem Srebrnym Orderu Virtuti Militari. Zmarł w Gorzowie Wielkopolskim i spoczywa na tamtejszym cmentarzu komunalnym (kwatera: 20B, rząd: 11, grób: 13)

## Odznaczenia
- Krzyż Srebrny Orderu Wojennego Virtuti Militari